# 美蘭 (プロレスラー)
美蘭（みらん、2009年6月11日 - ）は、日本の女子プロレスラー。東京都板橋区出身。

## 所属
・ワールド女子プロレス・ディアナ（2021年 - ）

## 経歴
2021年
- 7月、ワールド女子プロレス・ディアナ道場にて小学生の練習生として入団。
- 10月、ディアナ横浜ラジアントホール大会にて行われたプロテストで合格[3]。

2022年
- 4月29日、ディアナ後楽園ホール大会にて、井上京子戦でデビュー[4][5][6]。
- 7月10日、ディアナ『フューチャーサイトVol.2』POST DI AMISTAD川崎大会にて、新人のHimikoに逆さ押さえ込みで初勝利[7]。
- 12月16日、スターダム『NEW BLOOD 6』新宿住友ホール大会にて参戦、スターダム・Queen's Questの天咲光由に敗れる[8][9]。

2023年
- 1月20日、スターダム『NEW BLOOD 7』ベルサール高田馬場大会にて参戦、スターダム・大江戸隊の吏南に敗れる[10][11]。

2024年
- 3月9日、スターダム『Cinderella tournament』横浜武道館大会にて、フューチャー・オブ・スターダム王座の吏南に敗れる[12][13][14]。

## 得意技
ムーンサルトプレス
ライオンサルト

## 入場曲
- みらんHBD[15]